# Fort Oswego
Fort Oswego fue un importante puesto fronterizo inglés del siglo XVIII. En 1722 se estableció allí un puesto de comercio que se rodeó de una empalizada. En 1727 el gobernador de Nueva York ordenó la construcción del fuerte. Supuso una importante presencia británica en la zona de los Grandes Lagos. Durante la Guerra Franco-india el fuerte fue capturado y destruido por los franceses en 1756. Actualmente está situado en la ciudad de Oswego, Nueva York.

## Sistema de fortifición de Oswego
El fuerte original fue construido alrededor de un puesto de comercio en una zona baja en el sudeste del río Oswego. Era un lugar muy bueno para el comercio con canoas y barcos. Una construcción de piedra fue añadida en 1727 y se llamó Fort Burnet. Una muralla triangular de piedra de 3 metros de alto y un metro de grosor se construyó en 1741 y recibió entronces el nombre de Fort Pepperell. Cerca del fuerte se construyeron otros dos: Fort Ontario y Fort George.
Fort Oswego recibió también el nombre de Fort Chouaguen.

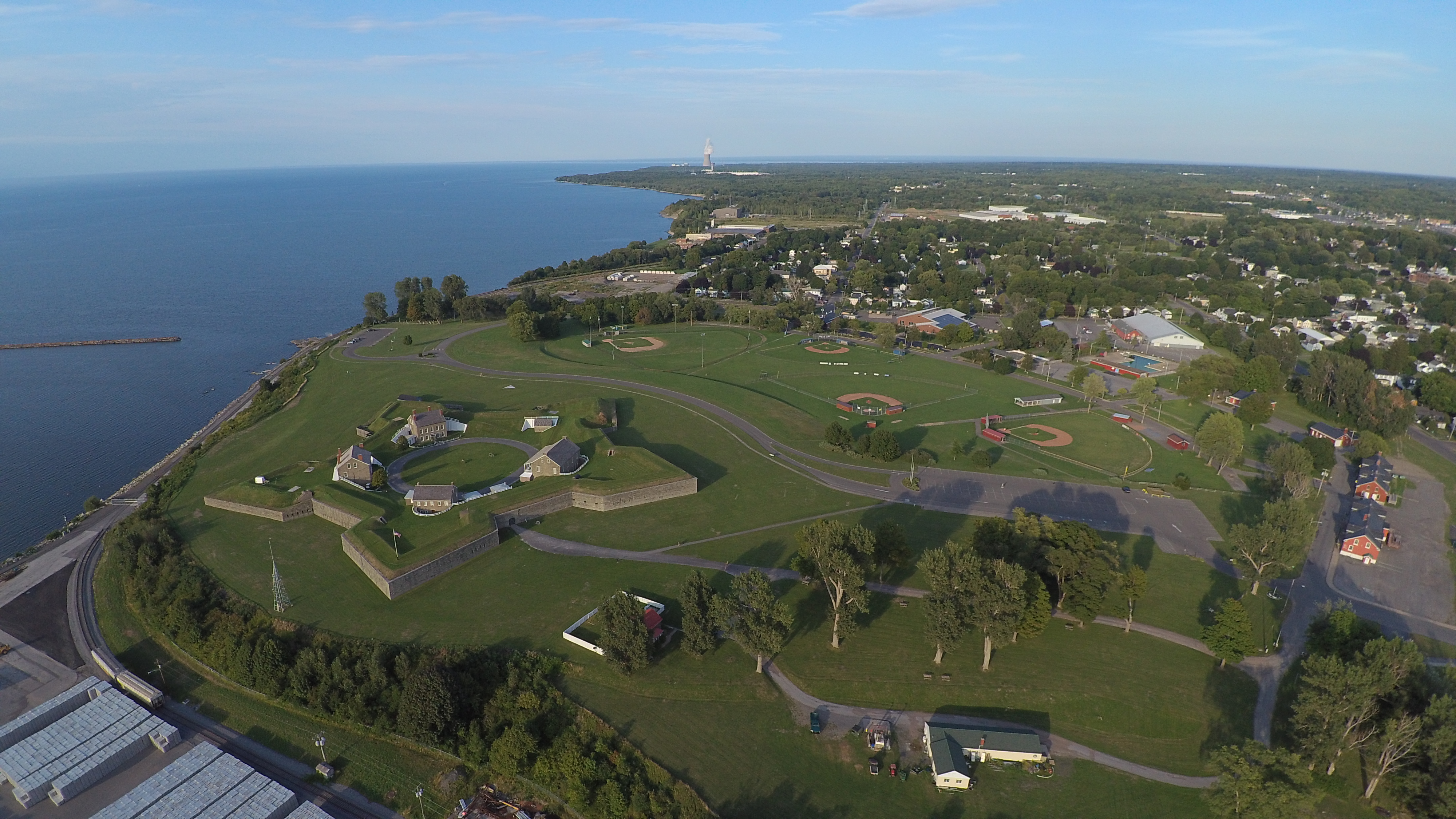
Fuerte Ontario y Oswego

## Guerra franco-india
Durante la guerra franco-india, el comandante francés Louis-Joseph de Montcalm llegó en agosto de 1756 con 3.000 hombres. La fuerza incluía 3 regimientos de regulares, varias compañías de milicianos canadienses y muchos indios. Primero capturó Fort Ontario, tras lo cual comenzó el ataque de Fort Oswego desde Fort Ontario con 120 cañones. Durante el ataque de cañones murió el coronel británico Mercer. Las tropas inglesas tuvieron que rendirse el 15 de agosto.
Montcalm cedió muchos de los víveres ingleses a los indios y destruyó el fuerte.

## Acciones posteriores
La zona fue usado para baterías de artillería durante la guerra de Independencia de Estados Unidos y la guerra anglo-estadounidense de 1812 pero nunca se volvió a fortificar